# متلازمة دي بارسي
متلازمة دي بارسي هو اضطراب اضطراب وراثي نادر ينتقل بصورة متنحية. وتشمل الأعراض تهدل الجلد (جلد فضفاض) بالإضافة إلى مشاكل أخرى في العين واضطرابات عضلية هيكلية واضطرابات عصبية. وعادة ما تتطور إلى أعراض جانبية أخرى والتي يمكن أن تشمل القرنية وإعتام عدسة العين وقصر القامة وخلل التوتر والشياخ (الشيخوخة المبكرة).
وُصفت المتلازمة لأول مرة في عام 1967 من قبل دي بارسي. و اعتبارا من عام 2011، كانت هناك 27 حالة مبلغ عنها في جميع أنحاء العالم. الجينات التي تسبب متلازمة دي بارسي لم يتم تحديدها حتى الآن، على الرغم من أن العديد من الدراسات قد حددت أسباب الأعراض. أوضحت دراسة من قبل ريفيرسادل أن طفرة في تسلسل PYCR1 الوراثي التي تقوم بترميز الميتوكوندريا والانزيمات التي تفتت البرولين، هي طفرات سائدة في حالات مرض الجلد المتنحي لاكسا (ARCL)، وهي حالة مشابهة جدا لمتلازمة دي بارسي. دراسة من قبل ياو-تيليس أظهرت أن متلازمة دي برسيقد تكون ذات صلة بالطفرات في جين ATP6V0A2 المعروف باسم ATP6V0A2-CDG من قبل نظام التسمية الجديد.
أسماء بديلة لمتلازمة دي بارسي تشمل مرض السحابة القرنية، أو مرض التخلف العقلي والجلد المتنحي، أو متلازمة بروجيرويد.

## وصلات خارجية
- De Barsy Syndrome at the United States National Library of Medicine
- De Barsy Syndrome at the National Organization for Rare Disorders